# Manuka

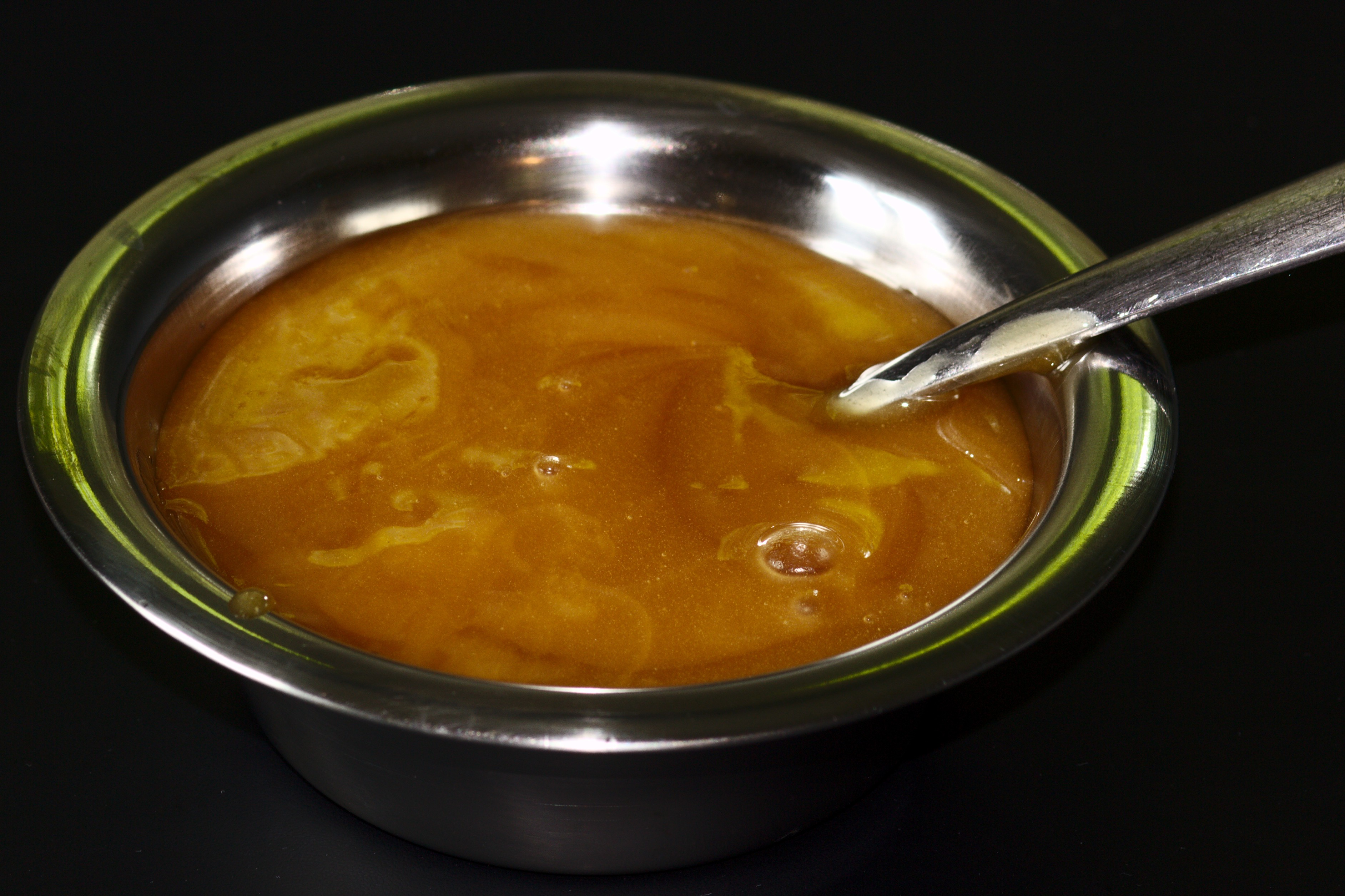
Miód Manuka

Manuka – gatunek miodu powstający z nektaru kwiatów leptospermum sztywnego Leptospermum scoparium, który to gatunek rośnie naturalnie w południowej Australii i Nowej Zelandii.
Miód tego rodzaju, podobnie jak niektóre inne miody, zawiera 2-oksopropanal (zwany również metyloglioksalem). Związek ten wykazywał działania antybakteryjne w próbach in vitro. Miód ten nie ma udowodnionych właściwości leczniczych, ale w postaci czystej, dla wykorzystania zawartości 2-oksopropanalu i śladowych ilości nadtlenku wodoru, jest stosowany do oczyszczania drobnych ran i zabezpieczania ich przed zakażeniem, co w efekcie wpływa na proces regeneracji uszkodzonych tkanek. Intensywny aromat może maskować nieprzyjemny zapach trudno gojących się ran. 